# XV Korpus Armijny (Cesarstwo Niemieckie)

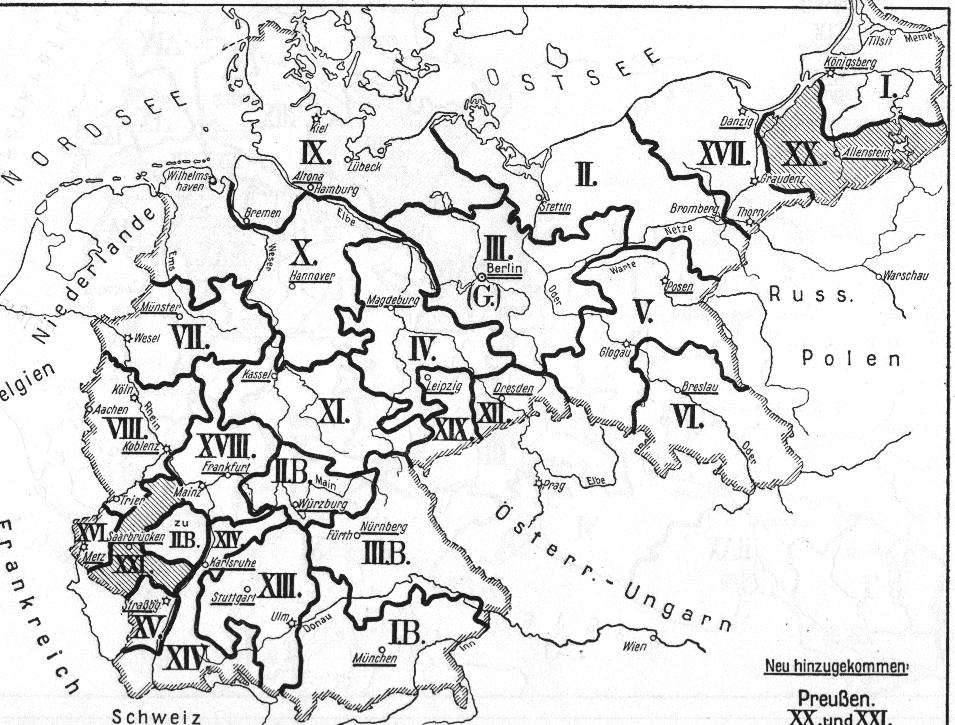
Zasięg korpusów w 1914

XV Korpus Armijny  (niem. XV. Armee-Korps)  – wyższy związek taktyczny Armii Cesarstwa Niemieckiego. 

## Charakterystyka
29 czerwca 1912 armię niemiecką zorganizowano w 25 korpusów prowadzących rekrutację na terenach 22 terytorialnych okręgów korpuśnych. Każdy korpus tworzyły dwie dywizje piechoty, zwykle o kolejnych numerach. Korpusy zgrupowane były w osiem inspekcji armii.
W sierpniu 1914 rozwinięto w Niemczech do etatów wojennych związki operacyjne (armie). W skład 7 Armii wszedł między innymi XV Korpus Armijny. W I wojnie światowej korpus walczył na froncie zachodnim.
Korpus na stopie wojennej początkowo składał się ze sztabu korpusu, oddziałów korpuśnych i dwóch dywizji piechoty. Jednak wojna pozycyjna wymusiła bardziej płynną organizację korpusów, która umożliwiałaby przerzucanie nawet do sześciu dywizji na odcinki korpusów znajdujących się na głównym wysiłku obrony. Reformę tę sformalizowano w grudniu 1916, a Korpus od tej pory traktowano jako tymczasowe zgrupowanie poszczególnych dywizji.

## Struktura organizacyjna
Skład od 2 VIII 1914 do 20 IX 1915:
- dowództwo korpusu
- 30 Dywizja Piechoty
- 39 Dywizja Piechoty

## Dowódcy korpusu
| Stopień           | Imię i nazwisko                | Okres (od)  |
| ----------------- | ------------------------------ | ----------- |
| generał piechoty  | Eduard von Fransecky           | 20 III 1871 |
| feldmarszałek     | Edwin von Manteuffel           | 1 XI 1879   |
| generał kawalerii | Wilhelm von Heuduck            | 16 IX 1885  |
| generał artylerii | Alfred von Lewinski            | 4 XI 1890   |
| generał piechoty  | Wilhelm Hermann von Blume      | 1 IV 1892   |
| generał piechoty  | Kuno Freiherr von Falkenstein  | 4 IV 1896   |
| generał lejtnant  | Emil von Meerscheidt-Hüllessem | 22 V 1899   |
| generał lejtnant  | Hans von Bittenfeld            | 6 VI 1900   |
| generał piechoty  | Leopold von Gilgenheimb        | 1 IV 1903   |
| generał piechoty  | Max von Fabeck                 | 31 I 1910   |
| generał piechoty  | Berthold von Deimling          | 1 III 1913  |
| generał lejtnant  | Emil Ilse                      | 25 V 1917   |